# Wilhelm Prokop
Wilhelm Wojciech Prokop (ur. 26 września 1897 w Raciborzu, zm. 21 października 1969 w Wodzisławiu Śląskim) – polski drogista, działacz społeczny i polityczny, powstaniec śląski, poseł na Sejm Śląski III kadencji.

## Życiorys
Urodził się w rodzinie Franciszka i Magdaleny z domu Kłosek (Klossek), którzy prowadzili małe gospodarstwo rolno-ogrodnicze. W 1915 roku został wcielony do wojska niemieckiego. Walczył na froncie francuskim. Po demobilizacji powrócił na Śląsk. W 1919 roku zaczął działalność w Polskiej Organizacji Wojskowej Górnego Śląska, a w 1920 roku założył w Wodzisławiu Śląskim gniazdo „Wiosna”. Jako właściciel drogerii udzielał się w Związku Kupców Śląskich. Działał też w Towarzystwie Oświatowym „Ognisko” oraz w Związku Harcerstwa Polskiego. W latach 1930–1935 sprawował mandat posła na Sejm Śląski z ramienia Narodowo-Chrześcijańskiego Zjednoczenia Pracy.
W 1939 roku był dowódcą kompanii Ochotniczych Oddziałów Powstańczych. Uczestniczył w boju o Bożą Górę. Następnie był więziony w niemieckich nazistowskich obozach koncentracyjnych Auschwitz-Birkenau i Sachsenhausen. Po wojnie działał w Związku Weteranów Powstań Śląskich i w Związku Bojowników o Wolność i Demokrację (ZBoWiD).

## Ordery i odznaczenia
- Złoty Krzyż Zasługi (24 kwietnia 1946)[1]